# EP 2 (Qveen Herby)
EP 2 è il secondo EP della cantante statunitense Qveen Herby, pubblicato il 1º dicembre 2017 dalla Checkbook. Dall'album sono stati estratti tre singoli, Love Myself, Wifey e Holiday.

## Tracce
1. Wifey – 3:21
2. Bank (feat. Monogem, Maliibu Mitch) – 3:34
3. Holiday – 3:08
4. Well Dressed – 3:24
5. Love Myself – 3:04